# Irving Fisher
Irving Fisher (Saugerties, 27 febbraio 1867 – New York, 29 aprile 1947) è stato un economista e statistico statunitense.
Contribuì in modo determinante alla teoria dei Numeri indici analizzandone le proprietà teoriche e statistiche. Fu uno dei maggiori economisti monetaristi statunitensi dei primi del Novecento.
Dal 1923 al 1936 il suo Index Number Institute produsse e pubblicò indici dei prezzi di diversi panieri raccolti in tutto il mondo.
In campo finanziario a lui si deve la formalizzazione della equazione per stimare la relazione tra tassi di interesse nominali e reali. L'equazione è usata per calcolare lo "Yield to Maturity" ovvero il rendimento alla scadenza di un titolo, in presenza di inflazione. Tale equazione è conosciuta universalmente come Equazione di Fisher.
Fu inoltre presidente dell'American Economic Association nel 1918 e dell'American Statistical Association nel 1932 nonché fondatore nel 1930 della International Econometric Society. Fisher fu anche un salutista attivo in campo sociale, sostenitore del vegetarianismo, del proibizionismo e dell'eugenetica.
Fisher morì nella città di New York nel 1947.

## Equazione di Fisher
L'equazione di Fisher stima la relazione tra tasso di inflazione atteso, tasso d'interesse nominale e tasso d'interesse reale. Indicando {\displaystyle \ r_{r}} come il tasso d'interesse reale, {\displaystyle \ r_{n}} come il tasso d'interesse nominale e {\displaystyle \ \pi } come il tasso di inflazione attesa, l'Equazione di Fisher risulta essere la seguente:
{\displaystyle \ r_{n}=r_{r}+\pi }
L'equazione è principalmente usata per calcolare lo Yield to Maturity ovvero il rendimento alla scadenza di un titolo, in presenza di inflazione positiva. In campo finanziario questa equazione è usata principalmente per il calcolo dei rendimenti delle obbligazioni o il tasso di rendimento di investimenti. In campo economico questa equazione è usata per predire il comportamenti dei tassi nominali e dei tassi reali.

## Posizione di Fisher sulla crisi del 1929
Il crollo delle quotazioni di borsa del 1929 e la successiva depressione fu un grave colpo per la credibilità di Fisher e per il suo patrimonio personale. Divenne famosa la sua dichiarazione, a solo nove giorni dal grande crack, che i prezzi delle azioni avevano ormai raggiunto "quello che appare come un livello di alte quotazioni permanente". Fisher dichiarò il 21 ottobre del 1929 (8 giorni prima del crack) che il mercato "si stava solo scuotendo un po'" che i prezzi non avevano ancora toccato il loro reale valore e sarebbero saliti ancora più in alto. Il 23 ottobre annunciò in una riunione di banchieri che "i valori azionari nella maggior parte dei casi non sono eccessivamente alti". Successivamente, dopo il crack del 29 ottobre, continuò per mesi ad assicurare agli investitori che la ripresa era dietro l'angolo.
Dopo questo primo periodo cominciò a lanciare segnali d'allarme sui pericoli della deflazione, che secondo lui era la vera causa dei fallimenti a catena che sconvolsero l'economia americana. Infatti la deflazione aumentava il valore dei debiti e innescava una spirale di insolvenze. Ma le sue previsioni fallaci sulla crisi di borsa lo avevano screditato come economista ed ebbe più successo la spiegazione keynesiana. L'ipotesi di Fisher della deflazione come causa di una spirale di fallimenti ebbe poi un certo revival tra gli economisti degli anni ottanta del Novecento.

## Il Piano di Chicago
Nel 1933, un gruppo di economisti guidati da Irving Fisher iniziò a scrivere una relazione che è stata poi conosciuta come il Piano di Chicago. La versione finale del rapporto è apparsa nel 1936 e suggeriva di abolire il sistema della riserva frazionaria bancaria obbligando le banche a detenere una riserva totale pari al 100% di moneta a coperture dei depositi. Il sistema delle banche private, a riserva frazionaria, aveva inondato l'economia con un'enorme quantità di denaro, in contrasto con le regole per l'emissione di banconote legali da parte delle banche centrali. Prima dell'inizio della crisi, alcuni paesi europei (in particolare Gran Bretagna e Francia) avevano ripristinato il Golden Standard  (Sistema aureo) pre-guerra, che negli Stati Uniti non era stata abolita neanche durante la prima guerra mondiale.

## Opere

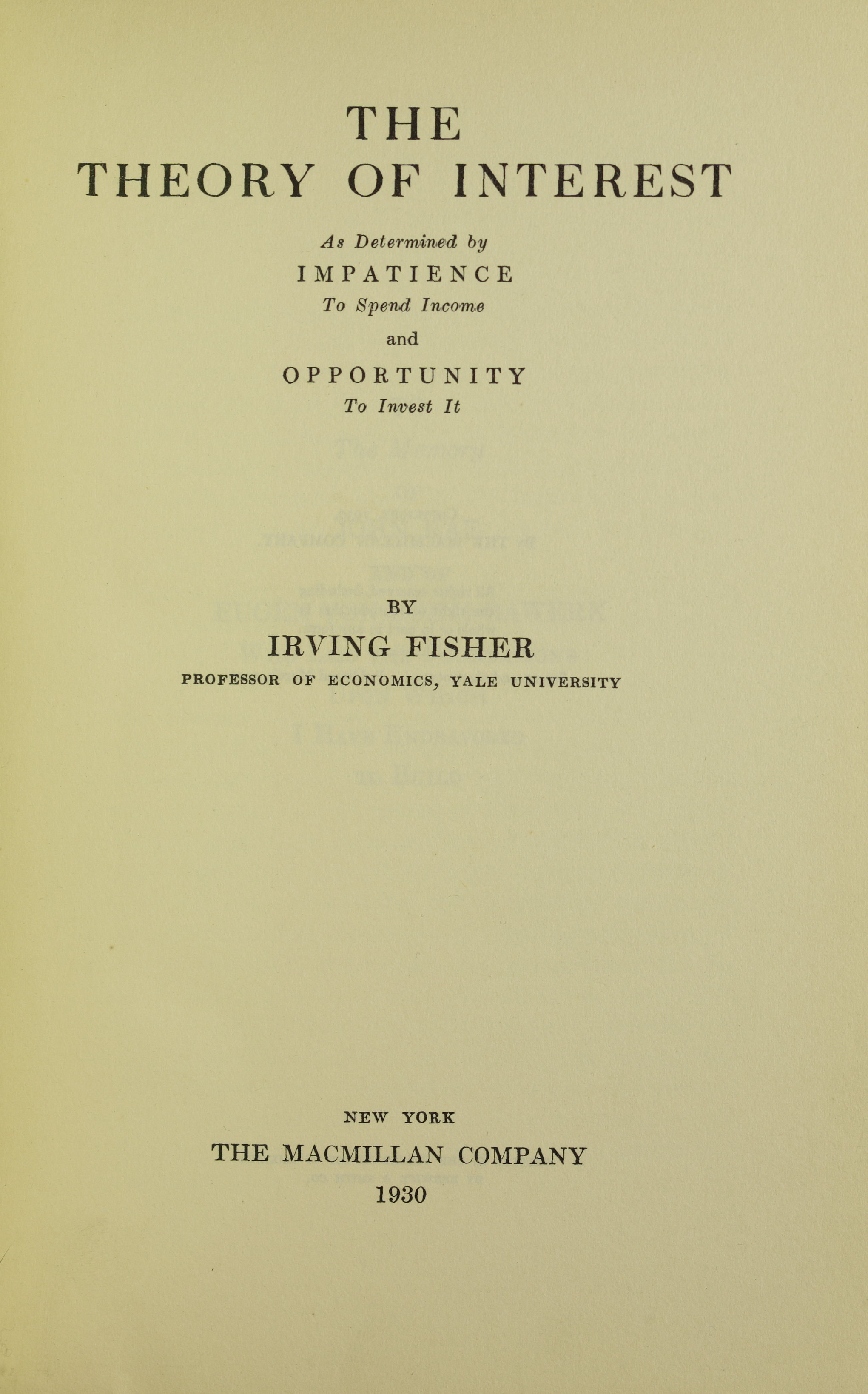
Theory of interest as determined by impatience to spend income and opportunity to invest it, 1930

Irving Fisher è stato un autore prolifico (suo figlio catalogò circa 2000 titoli suoi), tra le principali opere si possono elencare:
- Mathematical Investigations in the Theory of Value and Prices. , 1892
- Appreciation and interest, 1896
- The Nature of Capital and Income, 1906
  - (EN) Irving Fisher, Nature of capital and income, New York, Macmillan, 1919. URL consultato il 30 giugno 2015.
- The Rate of Interest, 1907
- Introduction to Economic Science, 1910
- The Purchasing Power of Money, 1911
- Elementary Principles of Economics, 1911
- The best form of index number. in American Statistical Association Quarterly, 1921
- The Making of Index Numbers, 1922
- A statistical relation between unemployment and price changes, in International Labour Review, 1926
- A statistical method for measuring 'marginal utility' and testing the justice of a progressive income tax. In Economic Essays Contributed in Honor of John Bates Clark , 1927
- The Theory of Interest, 1930
  - (EN) Irving Fisher, Theory of interest as determined by impatience to spend income and opportunity to invest it, New York, Macmillan, 1930. URL consultato il 30 giugno 2015.
- Booms and Depressions, 1932
- The debt-deflation theory of great depressions, in Econometrica, 1933
- 100% Money, 1935